# Dambord van Adelson

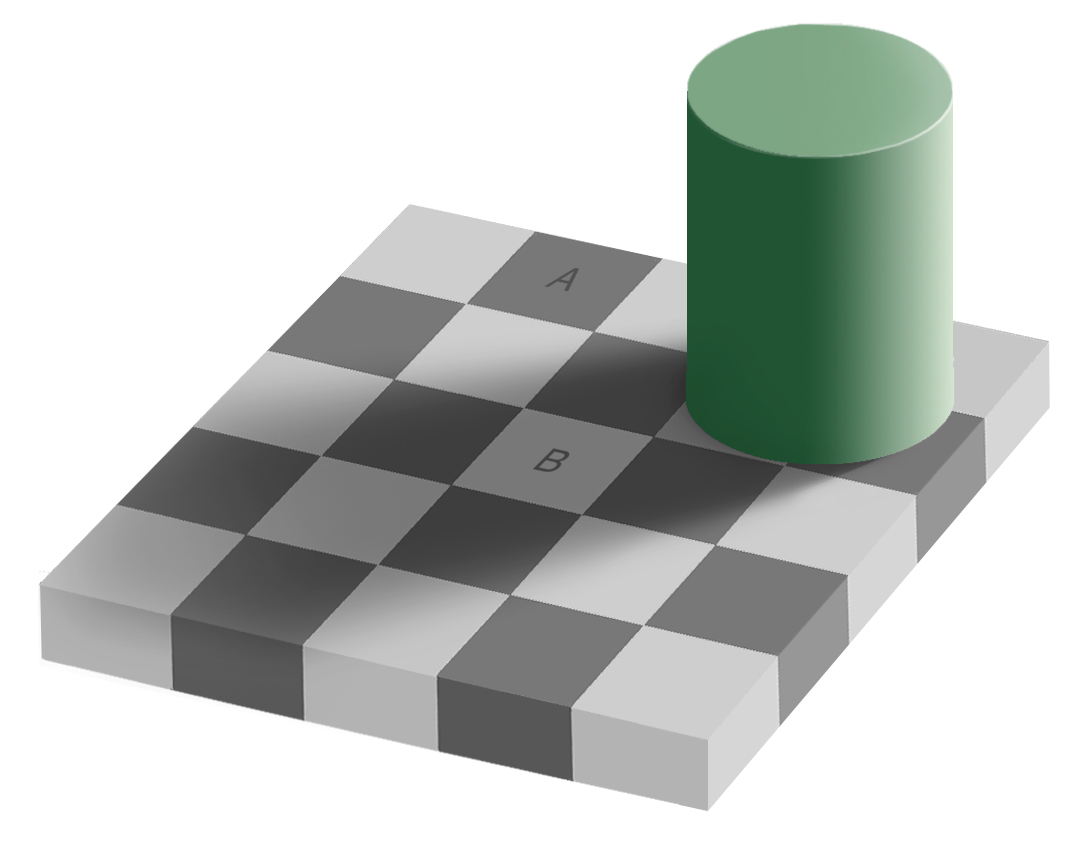
Dambord van Adelson; de velden A en B hebben dezelfde kleur!

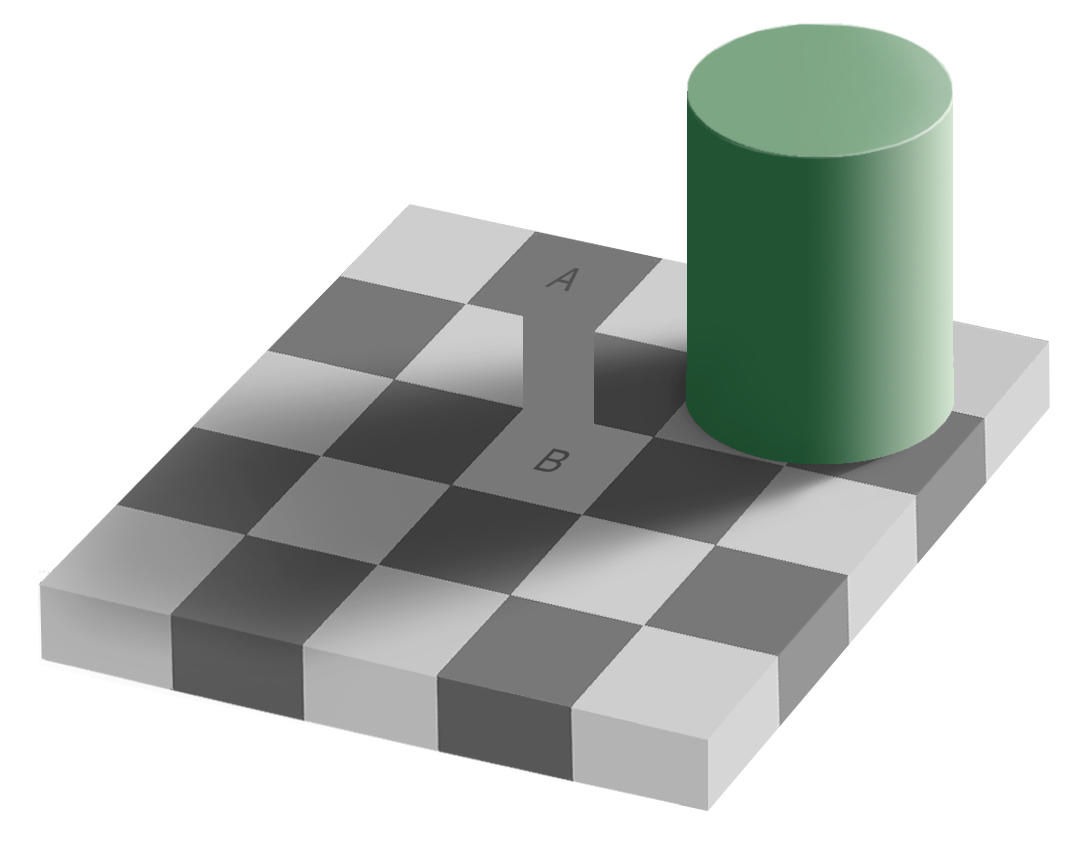
De velden A en B zijn verbonden door een pad in precies dezelfde kleurtoon

Het dambord van Adelson is een optische illusie die in 1995 werd gepubliceerd door professor Edward H. Adelson van het Massachusetts Institute of Technology (MIT). De eerste afbeelding toont een (verkleind) dambord met een groene cilinder die een schaduw op het bord werpt. Op het dambord hebben de velden A en B feitelijk dezelfde kleur of dezelfde grijstoon, maar in onze waarneming zijn het velden van verschillende kleur. 
In de tweede afbeelding is in dezelfde grijstoon een verbinding gemaakt tussen de velden A en B. Als je de rest van het plaatje (bijvoorbeeld met je handen) afschermt, dan is eenvoudig vast te stellen, dat de velden A en B inderdaad dezelfde kleur hebben.
De illusie ontstaat doordat in onze waarneming rekening wordt gehouden met de schaduwwerking van de groene cilinder.
Als alleen de groene cilinder – de oorzaak van de schaduw – op het plaatje wordt afgeschermd, dan is al eenvoudig te zien dat de "donkere" velden niet allemaal even donker zijn.